# Túbul contort distal
El túbul contort distal (o, senzillament, túbul distal) és la continuació de la part gruixuda de la branca ascendent de la nansa de Henle, i es continua amb el túbul col·lector. Es troba en el còrtex renal. En la seva porció inicial hi ha una zona on es localitza la màcula densa, formada per cèl·lules que estan en contacte íntim de les cèl·lules juxtaglomerulars (que segreguen renina) i ubicades principalment en l'arteriola eferent del glomèrul. Aquest conjunt rep el nom d'aparell juxtaglomerular. Des del punt de vista funcional es considera el túbul contort distal conjuntament amb el túbul col·lector cortical. En presència d'aldosterona recapta cations sodi, {\displaystyle {\ce {Na+}}}, de forma passiva i secreta potassi, {\displaystyle {\ce {K+}}}, cap a la llum tubular, també reabsorbeix, fent servir un cotransportador, cations sodi i clorur, {\displaystyle {\ce {Cl-}}}. Segrega cations oxoni, {\displaystyle {\ce {H3O+}}}, cap a la llum tubular, recaptant anions hidrogencarbonat, {\displaystyle {\ce {HCO3-}}}, participant així amb l'equilibri acidobàsic.

## Funció

Esquema que descriu el moviment dels ions al nefró, amb el túbul distal en la penúltima columna.